# Howegrain Beck
Der Howegrain Beck manchmal auch Howe Grain ist ein Fluss im Lake District, Cumbria, England. Der Howegrain Beck entsteht aus dem Zusammenfluss von Bannerdale Beck und Rampsgill Beck südlich des Sees Ullswater. Der Fluss fließt in nördlicher Richtung und wendet sich am Weiler Martindale vor seiner Vereinigung mit dem Boredale Beck zum Sandwick Beck nach Westen.